# Полюхова, Васса Дмитриевна
Ва́сса Дми́триевна По́люхова (в монашестве — Ве́ра; ок. 1750, Тоторшево — 21 ноября 1823, Ардатов) — основательница женской монашеской общины в городе Ардатове Нижегородской губернии, превратившейся в дальнейшем в Ардатовский Покровский женский монастырь.

## Биография
Родилась около 1750 года в деревне Тоторшево Ардатовского уезда Нижегородской губернии в мещанской семье. Она никогда не была замужем и проживала в доставшемся ей в наследство от родителей бедном доме, стоявшем на правом берегу реки Лемети недалеко от Ардатова. Васса Дмитриевна была известна своей набожностью и вела уединённый образ жизни. В 1808 году Полюхова получила благословение от Серафима Саровского на открытие в Ардатове женской духовной общины, и скоро к ней присоединились ещё четыре женщины: Наталья Константиновна Полюхова, Анастасия Маркова и Васса Фёдорова с престарелой матерью Матроной. Духовное руководство общиной осуществляли Серафим Саровский и отец Иларион. В 1810 году Полюхова при помощи своих сподвижниц и их родственников приобрела для общины дом в Ардатове на Темниковской улице (современная улица 1 Мая). При доме был участок земли в 243 квадратных сажени (около 1100 м2) и он располагался в пешей доступности от Знаменского собора. Дом стал именоваться богадельней. Со временем богадельня стала привлекать и других женщин. Сёстры зарабатывали на жизнь изготовлением просфор, ткачеством и окраской сукна и холста, шитьём церковной и светской одежды, работой в саду и на огороде, в летнее время нанимались работать на полях окрестных жителей. Полюхова приобрела для общины большую по размерам икону «Неувядаемый Цвет» и резное распятие, изготовленное Серафимом Саровским, что привлекало к общине большое количество богомольцев. Как руководительница общины обратились к городским властям с просьбой разрешить им поселиться вблизи бесприходной в тот момент Ильинской церкви, но получила отказ, поскольку в этой местности было запланировано создание городской площади. Тогда в 1819 году она приобрела для общины смежные с их участком по Темниковской улице зе́мли, что примерно удвоило их владения. На объединённом участке были построены новый деревянный корпус размером 9 × 5 сажен (примерно 19,5 × 11 метров), имевший 6 комнат в верхнем этаже и 2 в нижнем. Выкопали колодец глубиной 18 сажен (около 39 метров). Скончалась 21 ноября 1823 года. После смерти Полюховой новой управляющей общины стала Евдокия Андреевна Кежутина.